# تصفيات كأس العالم 1990 - أوروبا المجموعة 3
تصفيات كأس العالم 1990 أوروبا المجموعة 3 كانت مجموعة تصفيات من أوروبا لبطولة كأس العالم 1990. تكونت المجموعة من النمسا و‌ألمانيا الشرقية و‌آيسلندا و‌الاتحاد السوفييتي و‌تركيا.
فاز الاتحاد السوفيتي بالمجموعة، وتأهل لبطولة كأس العالم 1990. تأهلت النمسا أيضًا بصفتها الوصيف.

## الترتيب
| فريق             | لعب | ف | ت | خ | له | عليه | ف.أ | نقاط |
| ---------------- | --- | - | - | - | -- | ---- | --- | ---- |
| الاتحاد السوفيتي | 8   | 4 | 3 | 1 | 11 | 4    | +7  | 11   |
| النمسا           | 8   | 3 | 3 | 2 | 9  | 9    | 0   | 9    |
| تركيا            | 8   | 3 | 1 | 4 | 12 | 10   | +2  | 7    |
| ألمانيا الشرقية  | 8   | 3 | 1 | 4 | 9  | 13   | −4  | 7    |
| آيسلندا          | 8   | 1 | 4 | 3 | 6  | 11   | −5  | 6    |

|                  | النمسا | ألمانيا الشرقية | آيسلندا | الاتحاد السوفيتي | تركيا |
| ---------------- | ------ | --------------- | ------- | ---------------- | ----- |
| النمسا           | –      | 3–0             | 2–1     | 0–0              | 3–2   |
| ألمانيا الشرقية  | 1–1    | –               | 2–0     | 2–1              | 0–2   |
| آيسلندا          | 0–0    | 0–3             | –       | 1–1              | 2–1   |
| الاتحاد السوفيتي | 2–0    | 2–1             | 1–1     | –                | 2–0   |
| تركيا            | 3–0    | 3–1             | 1–1     | 0–1              | –     |

### النتائج
| آيسلندا       | 1 – 1   | الاتحاد السوفيتي |
| ------------- | ------- | ---------------- |
| غريتارسون 10' | (تقرير) | ليتوفتشينكو 75'  |

| تركيا     | 1 – 1   | آيسلندا      |
| --------- | ------- | ------------ |
| كرمان 73' | (تقرير) | تورفاسون 62' |

| الاتحاد السوفيتي               | 2 – 0   | النمسا |
| ------------------------------ | ------- | ------ |
| ميخاليتشينكو 46' · زافاروف 68' | (تقرير) |        |

| ألمانيا الشرقية | 2 – 0   | آيسلندا |
| --------------- | ------- | ------- |
| توم 34'، 88'    | (تقرير) |         |

| النمسا                       | 3 – 2   | تركيا                 |
| ---------------------------- | ------- | --------------------- |
| بولستر 38' · هرتسوغ 42'، 54' | (تقرير) | أوسار 61' · جولاك 81' |

| تركيا                      | 3 – 1   | ألمانيا الشرقية |
| -------------------------- | ------- | --------------- |
| جولاك 23'، 63' · سيتين 69' | (تقرير) | توم 76'         |

| ألمانيا الشرقية | 0 – 2   | تركيا                |
| --------------- | ------- | -------------------- |
|                 | (تقرير) | جولاك 21' · دلمن 88' |

| الاتحاد السوفيتي                                | 3 – 0   | ألمانيا الشرقية |
| ----------------------------------------------- | ------- | --------------- |
| دوبروفولسكي 3' · ليتوفتشينكو 20' · بروتاسوف 40' | (تقرير) |                 |

| تركيا | 0 – 1   | الاتحاد السوفيتي |
| ----- | ------- | ---------------- |
|       | (تقرير) | ميخاليتشينكو 41' |

| ألمانيا الشرقية | 1 – 1   | النمسا    |
| --------------- | ------- | --------- |
| كيرشتن 86'      | (تقرير) | بولستر 3' |

| الاتحاد السوفيتي | 1 – 1   | آيسلندا      |
| ---------------- | ------- | ------------ |
| دوبروفولسكي 65'  | (تقرير) | إفالدسون 86' |

| آيسلندا | 0 – 0   | النمسا |
| ------- | ------- | ------ |
|         | (تقرير) |        |

| النمسا                 | 2 – 1   | آيسلندا       |
| ---------------------- | ------- | ------------- |
| فيفنبرغر 47' · شاك 62' | (تقرير) | مارجيرسون 48' |

| النمسا | 0 – 0   | الاتحاد السوفيتي |
| ------ | ------- | ---------------- |
|        | (تقرير) |                  |

| آيسلندا | 0 – 3   | ألمانيا الشرقية                |
| ------- | ------- | ------------------------------ |
|         | (تقرير) | زامر 55' · إرنست 63' · دول 65' |

| آيسلندا           | 2 – 1   | تركيا     |
| ----------------- | ------- | --------- |
| بيتورسون 56'، 72' | (تقرير) | أوسار 85' |

| ألمانيا الشرقية    | 2 – 1   | الاتحاد السوفيتي |
| ------------------ | ------- | ---------------- |
| توم 81' · زامر 83' | (تقرير) | ليتوفتشينكو 74'  |

| تركيا                     | 3 – 0   | النمسا |
| ------------------------- | ------- | ------ |
| دلمن 12'، 52' · أوسار 60' | (تقرير) |        |

| الاتحاد السوفيتي  | 2 – 0   | تركيا |
| ----------------- | ------- | ----- |
| بروتاسوف 68'، 79' | (تقرير) |       |

| النمسا                      | 3 – 0   | ألمانيا الشرقية |
| --------------------------- | ------- | --------------- |
| بولستر 2'، 23' (ركلة.)، 61' | (تقرير) |                 |

## الهدافون
أُحرز 47 هدفًا أثناء 20 مباراة، بمعدل 2.35 هدفًا لكل مباراة.
| 5 أهداف - توني بولستر - تانجو جولاك 4 أهداف - أندرياس توم 3 أهداف - جينادي ليتوفتشينكو - أوليغ بروتاسوف - ريدفان دلمن - فواز أوسار | هدفان - أندي هرتسوغ - ماتياس زامر - بيتر بيتورسون - إيغور دوبروفولسكي - ألكسي ميخاليتشينكو هدف واحد - هيمو فيفنبرغر - مانفريد شاك - توماس دول | - راينر إرنست - أولف كيرشتن - أتلي إفالدسون - سيغرور غريتارسون - راغنار مارجيرسون - غومندور تورفاسون - ألكساندر زافاروف - أوغوز سيتين - عين كرمان |